# China State Shipbuilding Corporation
 La China State Shipbuilding Corporation (CSSC) és un conglomerat de construcció naval xinès. És un dels 10 principals grups de defensa de la Xina. Està format per diverses drassanes, fabricants d'equips, instituts de recerca i empreses relacionades amb la construcció naval que construeixen vaixells tant civils com militars. Posseeix alguns dels constructors navals més coneguts de la Xina, com Dalian Shipbuilding Industry Company, Jiangnan Shipbuilding, Hudong–Zhonghua Shipbuilding, Guangzhou Huangpu Shipbuilding i Guangzhou Wenchong Shipbuilding. La seva filial, China CSSC Holdings Limited (SSE: 600150), cotitza a la Borsa de Shanghai i, al seu torn, és propietària d'altres filials, inclosa Shanghai Waigaoqiao Shipbuilding. A partir del 2022, CSSC construeix al voltant del 41 per cent de tots els vaixells. Tots els vaixells CSSC es construeixen segons especificacions militars, segons la doctrina del govern xinès.